# Парламентские выборы в Сирии (2025)
Следующие парламентские выборы в Сирии пройдут в период между 15 и 20 сентября 2025 года. На них будет избрано 210 депутатов в Народное собрание. Предыдущие парламентские выборы в Сирии состоялись 15 июля 2024 года, когда президентом являлся Башар Асад. В конце января 2025 года парламент был распущен новыми сирийскими властями.
Конституционная декларация Сирии, подписанная президентом Ахмедом аш-Шараа 13 марта 2025 года, предусматривает, что новый парламент будет выполнять функции временного до принятия постоянной конституции и проведения всеобщих выборов. Парламент будет отвечать за формирование нового законодательства и содействовать в создании конституции страны.

## Избирательная система
Выборы впервые будут опираться на коллегии выборщиков, ответственные за выдвижение кандидатов в парламент, а также на назначаемые места, а не на прямое всенародное голосование, в отличие от предыдущих.
После падения режима Асада количество мандатов в парламенте было расширено до 210 вместо прежних 150. В новый парламент войдут представители из всех 14 сирийских провинций. Член избирательной комиссии Хассан ад-Дагим заявил, что в каждой провинции Сирии будет создана коллегия выборщиков для голосования за выборные места.
Председатель Высшего комитета по выборам в Народное собрание Мухаммед Таха аль-Ахмед заявил, что распределение мест будет основываться на переписи населения 2011 года и 70 членов парламента будут назначены президентом. Аль-Ахмед также подчеркнул, что будут предприняты усилия по минимум 20-процентному участию женщин в избирательных органах.
Избирательный процесс будет проходить под надзором и координацией Высшей избирательной комиссии и международных наблюдателей, а право обжаловать списки кандидатов и результаты будет гарантировано.

## Контекст выборов
Как отметил сирийский журналист Омар Альхарири, после гражданской войны сирийское население было разбросано по стране и за её пределами. На момент 2025 года нет ни обновлённой переписи населения, ни полноценной регистрации актов гражданского состояния, а у миллионов людей до сих пор нет надлежащих документов, удостоверяющих личность. По его мнению, проведение прямых всеобщих выборов в таких условиях «практически невозможно».
Как заявили сирийские чиновники, в неподконтрольных правительству районах, включая провинцию Эс-Сувайда и контролируемый курдами север Сирии, места по-прежнему будут распределяться в зависимости от численности населения.

## Реакция
Министр иностранных дел России Сергей Лавров заявил, что парламентские выборы в Сирии должны быть инклюзивными и Москва надеется, что все этнические и конфессиональные группы будут в них участвовать.